# 環能國際
環能國際控股有限公司，簡稱環能國際控股，以及環能國際（英語：Enviro Energy International Holdings Limited，港交所：1102），在2007年3月23日，由軟迅科技控股有限公司更名而來，曾是由陳振聰家族持有，後來已出售。
現時業務在中國內地經營勘探、開發及生產能源資源，董事長為陳榮謙。總部位於香港數碼港道100號數碼港3座D區8樓806室。
2010年12月17日，環能國際由創業板轉在主板上市，曾代碼為8182.HK

## 連結
- Enviro-Energy.com.hk